# Attila Kerekes
Attila Kerekes (Budapest, 4 aprile 1954) è un ex calciatore ungherese, di ruolo difensore.